# 승은호
승은호(1942년 2월 22일~ )는 코린도 그룹의 회장이다.

## 개요
동화기업이 인도네시아에 진출한 현지법인이 발전한 코린도 그룹의 회장이다. 동화기업 승상배 회장의 장남이다. 국적은 대한민국이다.